# 布莱谢罗德
布莱谢罗德（德語：Bleicherode，發音：[blaɪçəˈʁoːdə] ⓘ）是德国图林根州诺德豪森县的城市，面积108.03平方千米，2023年12月31日人口为10,151人。2019年1月1日，市镇埃策尔斯罗德、腓特烈斯塔尔、小博东根、克拉亚、海恩罗德、诺拉、维珀多夫和沃尔克拉姆斯豪森并入布莱谢罗德。